# Hamburg-Hoheluft-West
Hoheluft-West is een stadsdeel van de Vrije Hanzestad Hamburg, die wordt gekenmerkt door zijn Wilhelminische architectuur. Het heeft ongeveer 19200 inwoners per vierkante kilometer (eind 2013) en is, samen met het aanpalende Hoheluft-Ost, een van de dichtstbevolkte stadsdelen van Duitsland.

## Geografie
Hoheluft-West maakt deel uit het district Eimsbüttel. De wijk heeft de vorm van een trapezium dat zich naar het noorden verbreedt. De zijkanten van het trapezium zijn tussen de 900 en 1000 meter lang, alleen de zuidkant is korter,zo'n 450 meter. In het zuiden grenst het stadsdeel aan Harvestehude met het Isebek-kanaal als grens. In het oosten vormt de Hoheluftchaussee de grens met Hoheluft-Ost. In het noorden grenst Hoheluft-West aan Lokstedt, de grens volgt eerst de Troplowitzstraße en vervolgens zuidelijker de Wiesingerweg en de groenstrook tussen de Quickbornstraße en het Beiersdorf- terrein. In het westen vormen de Unnastraße en de Scheideweg de grens met het stadsdeel Eimsbüttel.
In dit beperkte gebied is de Gärtnerstraße (B5 - Ring 2) de hoofdverkeersas en is de Eppendorfer Weg een belangrijke commerciêle en doorgangsstraat.

## Geschiedenis
In dit gebied, tussen de Isenbek en de grens met Pruisen ontstond begin 19e eeuw een gehucht langs een landweg naar Lokstedt. Het gebied behoorde toen tot Eppendorf, dat zelf eigendom was van het klooster Harvestehude.
Ter hoogte van het huidige adres Hoheluftchaussee 165, staat een beschermde grenssteen uit 1789 toen Pinneberg nog Deens was.
In 1830 werd het klooster ontbonden en werd het stadsdomein van Hamburg.
Tot ver in de 19e eeuw waren hier voornamelijk weilanden. Vanaf 1870 nam de bewoning toe.
Vanaf 1892 werd op initiatief van burgers voor een eigen kerkgemeente in Hoheluft geijverd, wat uiteindelijk tot de vorming van een afzonderlijk stadsdeel heeft geleid. De St-Markuskerk werd in 1899 opgericht.
Net voor de Tweede Wereldoorlog bereikte Hoheluft zijn hoogste bevolkingsaantal.
In 1951 werd Hoheluft opgesplitst in twee zelfstandige stadsdelen Hoheluft-Ost en Hoheluft-West.

## Onderwijs
Na een lange fase van stagnerende studentenaantallen nam het aantal studenten in de binnenstad sinds 2000 weer toe, waardoor het moeilijk werd om de 'voorkeursschool' dicht bij huis te kiezen. In 2012 werd het Gymansium Hoheluft aan de Christian-Förster-Strasse opnieuw opgericht in deels historische en deels nieuwe gebouwen. Het gebouw van de basisschool Hoheluft in de Wrangelstrasse is in 2013-2017 gesloopt en vervangen door een grotere nieuwbouw.

## Statistieken
- Aandeel minderjarigen: 12,5% [Hamburgs gemiddelde: 16,6% (2020)][6]
- Aandeel 64-plussers: 13,8% [Hamburgs gemiddelde: 18,0% (2020)][7]
- Aandeel buitenlanders: 11,2% [Hamburg gemiddelde: 17,7% (2020)][8]
- Werklozen: 4,1% [Hamburg gemiddelde: 6,4% (2020)][9]

Het gemiddelde jaarinkomen per belastingplichtige in Hoheluft-West was 42.169 euro in 2013, het Hamburgse gemiddelde was 39.054 euro.

## Verkeer
Bij de kruising van de Hoheluftchaussee met de weg Gärtnerstraße - Breitenfelder Straße (deel van Ring 2 ) takt de B447 van de B5 af. Beide hoofdwegen hebben twee rijstroken per richting.
Al op 5 mei 1870 werd een paardentramlijn door de Hoheluftchaussee naar het voormalige grenshuis bij de Martinistraße geopend, die in 1894 geëlektrificeerd werd. In 1900 kreeg deze lijn het nummer 2, en van 1925 tot 1953 zowel 2 als 22 en later ook gereden als versterkingslijn 4. De tram reed daar tot 1978.
Sinds de laatste tramlijn werd gesloten, is er geen spoorverkeer mee in Hoheluft-West. Het metrostation Hoheluftbrücke op de metrolijn U3 (ringlijn), dat bestaat sinds 1912, ligt aan de andere kant van het Isebekkanaal in Harvestehude. Het voormalige tramtraject in het midden van de Hoheluftchaussee wordt nu gebruikt als busbaan; de Metrobus-lijn 5 die daar rijdt is een van de drukste buslijnen van Duitsland met ongeveer 60.000 passagiers per dag (meting 2007).